# V701 Возничего
V701 Возничего (лат. V701 Aurigae) — двойная затменная переменная звезда типа W Большой Медведицы (EW) в созвездии Возничего на расстоянии (вычисленном из значения параллакса) приблизительно 8240 световых лет (около 2527 парсеков) от Солнца. Видимая звёздная величина звезды — от +16,84m до +16,36m. Орбитальный период — около 0,4001 суток (9,6026 часов).

## Характеристики
Первый компонент — оранжевая звезда спектрального класса K. Эффективная температура — около 4610 K.
Второй компонент — оранжевая звезда спектрального класса K.